# 天達武史

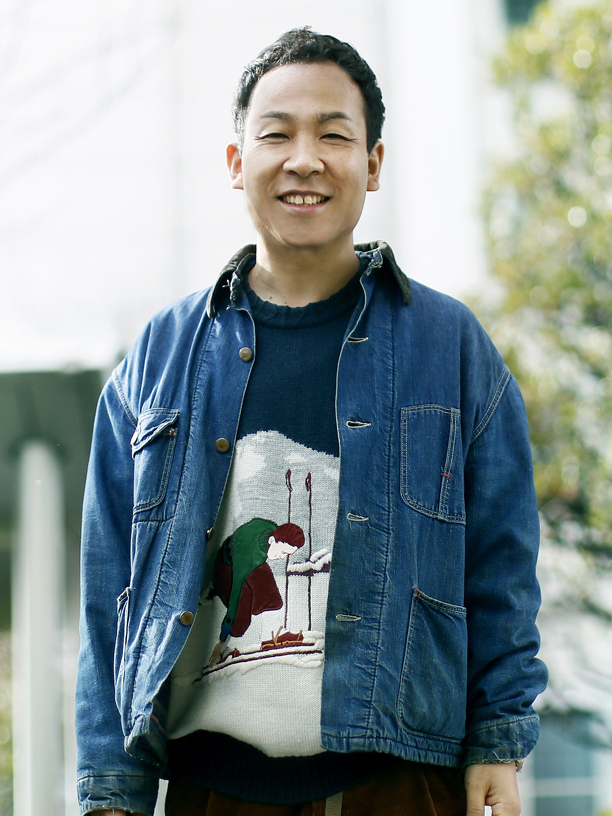
2020年撮影

天達 武史（あまたつ たけし、1975年4月18日 - ）は、日本の気象予報士。神奈川県立津久井浜高等学校卒業。御茶の水美術専門学校デザイン科卒業。日本気象協会所属。愛称は「アマタツ」。

## プロフィール
- 神奈川県横浜市生まれ、横須賀市育ち。172センチ。血液型A型[1]。
- 高校時代の愛称は『アマ』。高校時代は野球部所属。50メートル走6秒という俊足が売りで、2年生時は代走の一番手としてベンチ入り。3年生になると一番・センターのポジションでレギュラーを獲得、同年夏の神奈川県大会では、第3シードながら4回戦で延長サヨナラ負けし、全国大会出場は果たせなかった[2]。
- 2002年に7度目の受験で気象予報士試験に合格[2]、2005年10月から番組終了までフジテレビ『情報プレゼンター とくダネ!』の天気予報を担当。番組では、フジテレビ本社社屋前にて予報を行う。「どんなに雨が降っても風が吹いても外でやる」と宣言している。2012年10月15日からの一時期、同じくフジテレビ『めざましテレビ』（『とくダネ!』の前座番組）の天気予報（7時台後半のみ。全ての日ではない）も担当していた。2017年10月から2018年3月までは番組スタート時にスタジオに立つようになった。『とくダネ!』終了後、後継番組の『めざまし8』に引き続き出演している。
- 『とくダネ!』では天気予報の際、スタジオから総合司会の小倉智昭が「あまたつぅー」と呼び出すのがお約束となっていた[3][4]。
- 『めざまし8』では総合司会の谷原章介・小室瑛莉子を含め出演者全員、当時出演していた永島優美や堤礼実も「あまたつさん」と呼んでいる。ただし『とくダネ!』総合司会だった小倉がゲスト出演した初回は「あまたつぅー」と呼んでいた。
- 子供は一男一女がいる[3]。
- 自身の子供からも「あまたつー」と呼ばれているという[5]。
- 調理師免許も保有している。気象予報士になる前はファミリーレストランのデニーズに9年間勤めていた[1][6]。食材発注の責任者を務めるほどのキャリアだったが、海岸沿いのいわゆるリゾート型店舗であったため、天候によって客の入りが極端に上下していたという。そのため、事前に天気を予測して食材を過不足なく発注する必要性に迫られたことが予報士を目指すきっかけになったという[6][7]。
- 2010年6月17日、ORICON STYLEの『好きなお天気キャスター/気象予報士ランキング』で、並み居る女性アナウンサーを抑え1位を獲得[8]。第7回（2011年）で連覇[9]、第8回（2012年）で3連覇[10]している。
- 『とくダネ!』のお天気コーナーで採用された理由は「天気の達人」と書いて「天達」と、珍しい名前だから。
- 日本電気協会「これからのエネルギー委員会」のコーディネーターをしている。
- 美術学校出身ということで絵の技術も高く、出演番組でイラストを披露することもある。
- 出身地が神奈川県ということもあり、地元のプロ野球球団横浜DeNAベイスターズのファンである[11][12]。

## 出演番組

### テレビ

#### 現在
- 天達武史の旬学旅行 特選版（BSフジ）
- カラダハレルーヤ（2014年7月 - 、フジテレビ） - IMALU（～2014年12月）、佐藤江梨子（2015年1月～）と出演。
- ミルンへカモン! なんしょん?（2019年7月12日）、岡山放送  ゲスト出演。
- ただいま!テレビ（2019年9月30日 - 、テレビ静岡）- 準レギュラー　月1回出演。
- Mr.サンデー（フジテレビ）
- Live News イット！（2023年4月7日〜）−「あまヨミ」担当（月1回）

#### 過去
- 知りたがり! （フジテレビ） - 番組内で気象に関する話題が出た場合などに（不定期で）出演。
- 情報プレゼンター とくダネ!（2005年10月3日 - 2021年3月26日、フジテレビ） - お天気コーナー、旬学旅行、気象に関するニュースの解説。
- バイキングMORE （フジテレビ） - 番組内で気象に関する話題が出た場合などに（不定期で）出演。
- めざまし8（2021年3月29日 - 2025年3月28日 、フジテレビ） - 気象防災キャスター[13][14]

### CM

#### TV CM
- ロッテ「のど飴」（2016年）[15]
- 久光製薬「アレグラFX」（2017年）

#### WEB CM
- ソフトバンク「Y!mobile」（2019年）[16]

### 吹き替え
- アイス・エイジ2（2006年）
- モアナと伝説の海（2017年） - 村人1 役